# 알로아다이

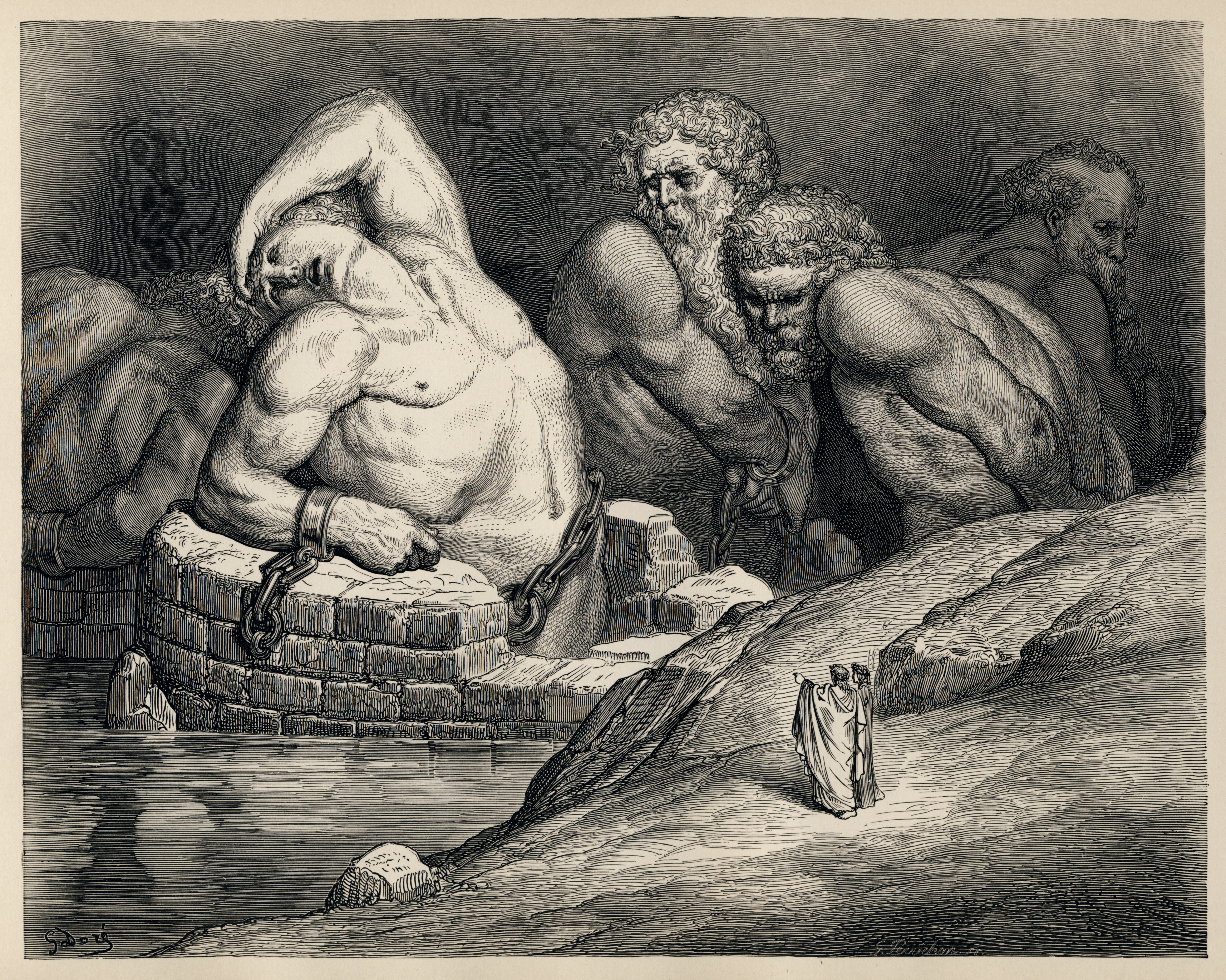

알로아다이(Aloadae)는 알로에우스의 아내 이피메데이아 공주의 쌍둥이 아들들인 오토스(Otus 또는 Otos)와 에피알테스(Ephialtes)이다. 이들에게는 상당한 미인으로 유명한 자매 판크라티스가 있었다.